# Aromatas

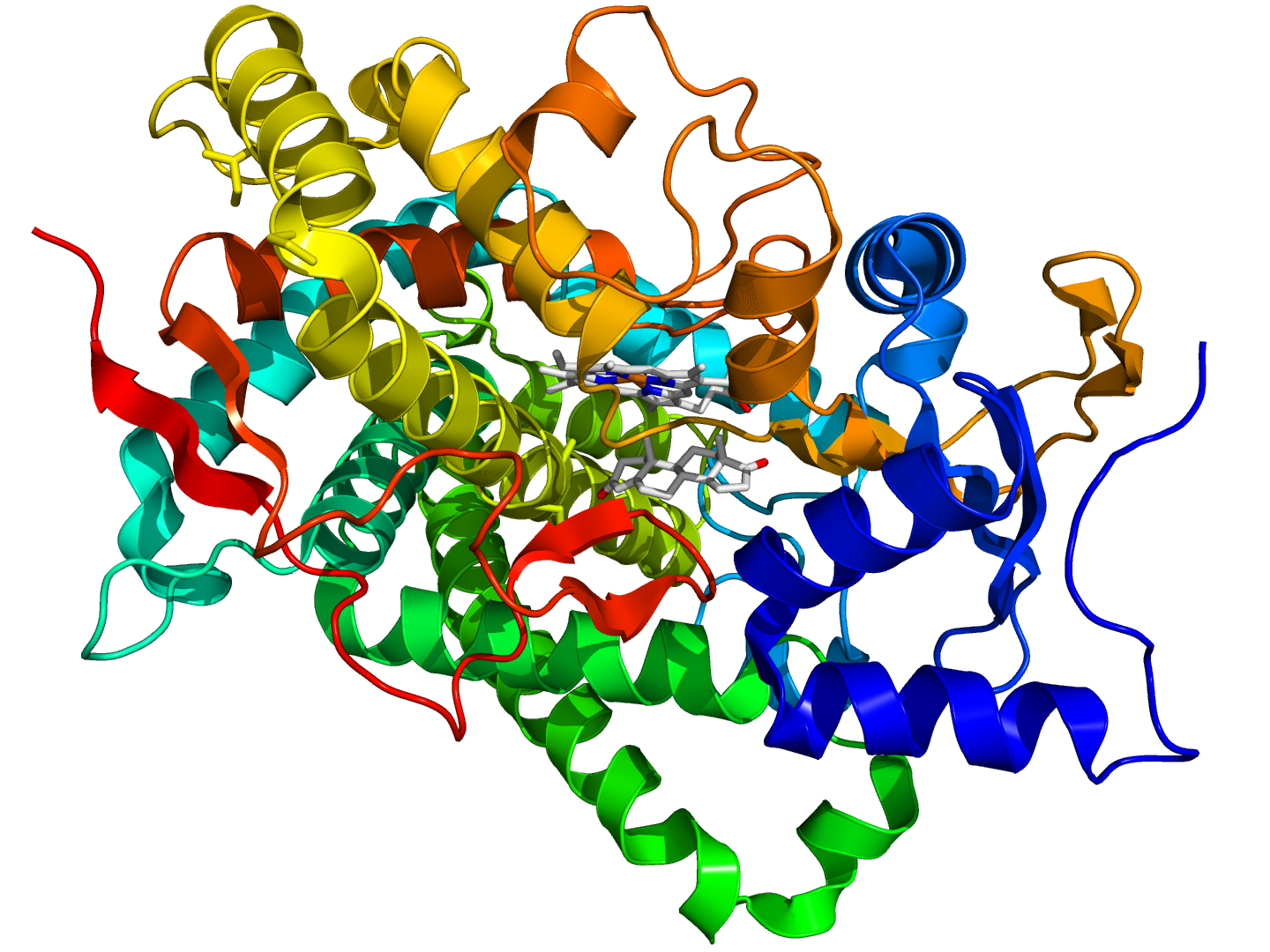
Kristallografisk struktur av aromatas.

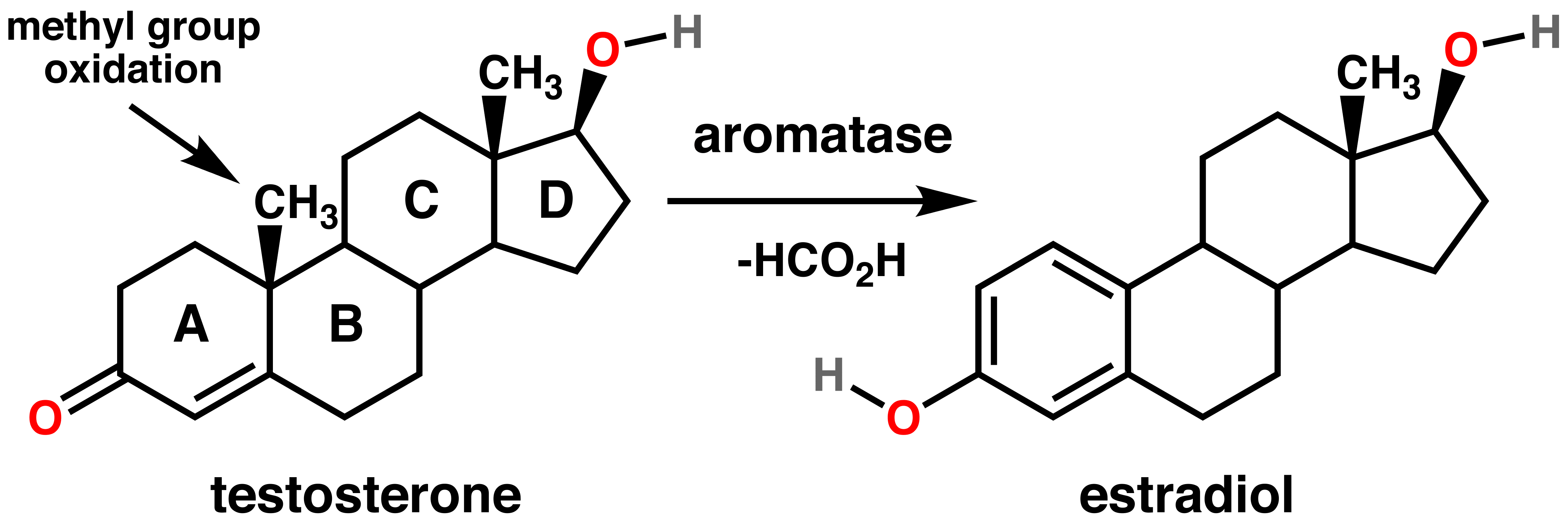
Aromatas omvandlar testosteron till östrogen genom att avlägsna en metylgrupp.

Aromatas är ett cytokrom P450-enzym som omvandlar testosteron till östrogen, och är därför viktigt i könsutvecklingen. Aromatas spelar också roll för utvecklingen av vissa sorters cancer.
Aromatas är ett kroppseget enzym som genom aromatisering omvandlar den så kallade A-ringen i C19-androgener till C18-östrogener, genom att frisätta en C19-metylgrupp. Därför är enzymet viktigt för utvecklingen av könet eftersom det reglerar nivåerna av testosteron och östrogen. Aromatas deltar i metaboliseringen av läkemedel i det endoplasmatiska nätverket i cellerna, där det finns i äggstockar, moderkaka, testiklar, fettvävnad och hjärnvävnad.
Aromatashämmare används för behandling av hormonberoende bröstcancer. Förhöjda nivåer av aromatas kan ge män gynekomasti, och ge flickor för tidig pubertet. För låga nivåer av aromatas kan hos gravida mödrar ge flickfoster manliga egenskaper, ge kvinnor amenorré och hos barn öka tillväxten av kroppslängden.